# Morro Grande
Morro Grande es un municipio brasileño del estado de Santa Catarina. Tiene una población estimada al 2021 de 2 884 habitantes. Se estableció como municipio en 1992 y forma parte de la Región metropolitana Carbonífera.

## Historia
Los primeros asentamientos del actual municipio datan de 1918, con las talas de los primeros árboles y la construcción de las primeras viviendas. El nombre del municipio, en español Gran Colina, se debe a su geografía de cerros, llanuras y mesetas. Estos pioneros de Morro Grande eran en su mayoría descendientes de migrantes italianos de municipios vecinos.
La localidad se asignó como distrito del municipio de Meleiro en 1961, y se emancipó como tal el 30 de marzo de 1992.

## Turismo
El municipio cuenta con iglesias católicas históricas. Su relieve permite el senderismo, y las cuevas excavadas por los indios xokleng son sus grandes atractivos turísticos.